# Liste der denkmalgeschützten Objekte in Cerová
Die Liste der denkmalgeschützten Objekte in Cerová enthält die 19 nach slowakischen Denkmalschutzvorschriften geschützten Objekte in der Gemeinde Cerová im Okres Senica.

## Denkmäler
| Foto |                 | Denkmal / č. ÚZPF                                  | Standort / Konskr. Nr.                       | Offizielle Beschreibung                                          | Beschreibung             | Metadaten                                                                   |
| ---- | --------------- | -------------------------------------------------- | -------------------------------------------- | ---------------------------------------------------------------- | ------------------------ | --------------------------------------------------------------------------- |
| BW   | Datei hochladen | Schloss(sk) ObjektID: 205-597/1                    | 1 Standort KG: Cerová-Lieskové Konskr.Nr.: 1 | Kláštor                                                          | Kloster                  | č. NKP: 205-597/1 Stand des NKP: 2012-02-08 Name: KAŠTIEĽ                   |
|      | Datei hochladen | Park(sk) ObjektID: 205-597/2                       | KG: Cerová-Lieskové Konskr.Nr.:              |                                                                  |                          | č. NKP: 205-597/2 Stand des NKP: 2012-02-08 Name: PARK                      |
| ja   | Datei hochladen | Zufluchtturm(sk) ObjektID: 205-596/1               | Standort KG: Rozbehy Konskr.Nr.:             | hradné jadro;Korlátsky hrad                                      | Kernburg, Burg Korlátsky | č. NKP: 205-596/1 Stand des NKP: 2012-02-08 Name: VEŽA ÚTOČIŠTNÁ            |
| ja   | Datei hochladen | Burgpalast I(sk) ObjektID: 205-596/2               | Standort KG: Rozbehy Konskr.Nr.:             | hradné jadro;                                                    | Kernburg                 | č. NKP: 205-596/2 Stand des NKP: 2012-02-08 Name: PALÁC HRADNÝ I.           |
| ja   | Datei hochladen | Burgmauer I.(sk) ObjektID: 205-596/3               | KG: Rozbehy Konskr.Nr.:                      | hradné jadro;                                                    | Kernburg                 | č. NKP: 205-596/3 Stand des NKP: 2012-02-08 Name: MÚR HRADBOVÝ I.           |
|      | Datei hochladen | Burghof I(sk) ObjektID: 205-596/4                  | KG: Rozbehy Konskr.Nr.:                      | hradné jadro;nádvorie hradného jadra                             | Kernburg                 | č. NKP: 205-596/4 Stand des NKP: 2012-02-08 Name: NÁDVORIE HRADNÉ I.        |
| ja   | Datei hochladen | Burgmauer II.(sk) ObjektID: 205-596/5              | KG: Rozbehy Konskr.Nr.:                      | hradné jadro-predsunuté opevnenie;hradby predsunutého opevnenia  | Kernburg                 | č. NKP: 205-596/5 Stand des NKP: 2012-02-08 Name: MÚR HRADBOVÝ II.          |
| ja   | Datei hochladen | Burghof II.(sk) ObjektID: 205-596/6                | KG: Rozbehy Konskr.Nr.:                      | hradné jadro-predsunuté opevnenie;nádvorie predsunutého opevnen. | Kernburg                 | č. NKP: 205-596/6 Stand des NKP: 2012-02-08 Name: NÁDVORIE HRADNÉ II.       |
|      | Datei hochladen | Burgpalast II(sk) ObjektID: 205-596/7              | KG: Rozbehy Konskr.Nr.:                      | predhradie I.;                                                   | 1. Vorwerk               | č. NKP: 205-596/7 Stand des NKP: 2012-02-08 Name: PALÁC HRADNÝ II.          |
|      | Datei hochladen | Burgmauer, Abschirmung III(sk) ObjektID: 205-596/8 | KG: Rozbehy Konskr.Nr.:                      | predhradie I.;štítový múr s britmi                               | 1. Vorwerk               | č. NKP: 205-596/8 Stand des NKP: 2012-02-08 Name: MÚR HRADBOVÝ ŠTÍTOVÝ III. |
|      | Datei hochladen | Burghof III(sk) ObjektID: 205-596/9                | KG: Rozbehy Konskr.Nr.:                      | predhradie I.;nádvorie I.predhradia                              | 1. Vorwerk               | č. NKP: 205-596/9 Stand des NKP: 2012-02-08 Name: NÁDVORIE HRADNÉ III.      |
| ja   | Datei hochladen | Wirtschaftsgebäude(sk) ObjektID: 205-596/10        | KG: Rozbehy Konskr.Nr.:                      | predhradie II.;                                                  | 2. Vorwerk               | č. NKP: 205-596/10 Stand des NKP: 2012-02-08 Name: STAVBA HOSPODÁRSKA       |
|      | Datei hochladen | Burgtor(sk) ObjektID: 205-596/11                   | KG: Rozbehy Konskr.Nr.:                      | predhradie II.;                                                  | 2. Vorwerk               | č. NKP: 205-596/11 Stand des NKP: 2012-02-08 Name: BRÁNA HRADNÁ             |
|      | Datei hochladen | Bastion(sk) ObjektID: 205-596/12                   | KG: Rozbehy Konskr.Nr.:                      | predhradie II.;                                                  | 2. Vorwerk               | č. NKP: 205-596/12 Stand des NKP: 2012-02-08 Name: BAŠTA DELOVÁ             |
| ja   | Datei hochladen | Burgmauer IV.(sk) ObjektID: 205-596/13             | KG: Rozbehy Konskr.Nr.:                      | predhradie II.;                                                  | 2. Vorwerk               | č. NKP: 205-596/13 Stand des NKP: 2012-02-08 Name: MÚR HRADBOVÝ IV.         |
|      | Datei hochladen | Burghof IV(sk) ObjektID: 205-596/14                | KG: Rozbehy Konskr.Nr.:                      | predhradie II.;nádvorie II.predhradia                            | 2. Vorwerk               | č. NKP: 205-596/14 Stand des NKP: 2012-02-08 Name: NÁDVORIE HRADNÉ IV.      |
|      | Datei hochladen | Burgbrückenfragment(sk) ObjektID: 205-596/15       | KG: Rozbehy Konskr.Nr.:                      | predhradie II.;fragmenty pilierov mosta                          | 2. Vorwerk               | č. NKP: 205-596/15 Stand des NKP: 2012-02-08 Name: MOST HRADNÝ-FRAGMENT     |
|      | Datei hochladen | Burggraben(sk) ObjektID: 205-596/16                | KG: Rozbehy Konskr.Nr.:                      | predhradie II.;                                                  | 2. Vorwerk               | č. NKP: 205-596/16 Stand des NKP: 2012-02-08 Name: PRIEKOPA HRADNÁ          |
|      | Datei hochladen | Vorsprungsbefestigung(sk) ObjektID: 205-596/17     | KG: Rozbehy Konskr.Nr.:                      | predhradie II.;drevozemné valy                                   | 2. Vorwerk               | č. NKP: 205-596/17 Stand des NKP: 2012-02-08 Name: OPEVNENIE VYSUNUTÉ       |

## Legende
Die Tabelle enthält im Einzelnen folgende Informationen:
| Foto:                    | Fotografie des Denkmals. |
| Denkmal / č. ÚZPF:       | Die Übersetzung der Bezeichnung des Denkmals, wie sie vom Slowakischen Denkmalamt (Pamiatkový úrad Slovenskej republiky) verwendet wird. Die Originalbezeichnung ist unter dem Fragezeichen angegeben. Fehlt die Übersetzung, so wird die Originalbezeichnung direkt angezeigt. Weiters ist die Objekt-Identifikationsnummer (Objekt ID) angeführt. Sie ist die offizielle, in der Slowakei eindeutige Nummer č. ÚZPF inklusive der zugehörigen Zählnummer, wie sie in den Daten des Denkmalamtes angegeben wird. Da diese nur innerhalb eines Landkreises gezählt wird, ist dessen Nummer der Denkmalnummer vorangestellt. |
| Standort:                | Wenn in der Liste vorhanden, ist die Adresse angegeben. In Klammern kann sich noch eine zusätzliche Adresse befinden, wenn es beispielsweise ein Eckhaus ist. Bei freistehenden Objekten ohne Adresse (zum Beispiel bei Bildstöcken) ist eine Adresse angegeben, die in der Nähe des Objekts liegt. Durch Aufruf des Links Standort wird die Lage des Denkmals in verschiedenen Kartenprojekten angezeigt. Darunter sind die Katastralgemeinde (KG) und, wenn vorhanden, die Konskriptionsnummer (Konskr. Nr.) angegeben.                                                                                                   |
| Offizielle Beschreibung: | Es ist die Kurzbeschreibung auf Slowakisch, wie sie in den offiziellen Listen angegeben ist, eingetragen. |
| Beschreibung:            | Kurze Angaben zum Denkmal auf Deutsch. |
| Metadaten:               | Zusätzlich werden, wenn in den persönlichen Einstellungen das Helferlein Dauerhaftes Einblenden von Metadaten aktiviert ist, ebensolche angezeigt. |

- Karte mit allen Koordinaten:
- OSM |
- WikiMap